# Renoveringsdrömmar
Renoveringsdrömmar är en svensk realityserie som hade premiär på Kanal 5 och Discovery+ den 7 februari 2024. Seriens andra säsong hade premiär den 5 februari 2025. Programledare för programmet är Anders Öfvergård och det är baserat på det brittiska formatet Renovation Nation.

## Om programmet
I programmet får tittarna följa med när Öfvergård hjälper svenska par och familjer att förverkliga sina drömhus. Detta genom att renovera ovanliga kåkar med hög potential.